# Gaurotina pulchra
Gaurotina pulchra là một loài bọ cánh cứng trong họ Cerambycidae.